# Gunnar Sköld
Gunnar Sköld (n. 24 septembrie 1894, Västerås, Suedia – d. 24 iunie 1971, Västerås, Suedia) a fost un ciclist suedez, medaliat olimpic. A participat la o ediție a Jocurilor Olimpice (1924) în care a câștigat o medalie de bronz.

## Participări
Lista de mai jos prezintă principalele competiții la care a participat Gunnar Sköld de-a lungul carierei.
- cyclisme aux Jeux olympiques d'été de 1924 – course sur route par équipe hommes[*]